# Enárete
Según la mitología griega, Enárete (en griego antiguo: Ἐνάρετη, esto es, «virtuosa»)—cuya grafía en español a veces aparece como Enarete, Enáreta o Enareta—, es la esposa de Eolo, hijo de Helén, y por lo tanto considerada como la antepasada de los eolios. Se dice que es hija de un tal Deímaco del que nada más se sabe, pero nunca se cita el nombre de su madre. Al menos en un escolio podemos encontrar su nombre escrito como Enárea o Enarea (Ἐνάρεα, Ἐναρέᾱ).
En la Biblioteca mitológica se nos dice que Enárete le dio a Eolo un total de siete hijos y cinco hijas. Los siete varones son Creteo, Sísifo, Deyoneo, Salmoneo, Atamante, Perieres y Magnes. No obstante cabe la posibilidad de que en otra fuente se sustituya a Magnes por Minias como el séptimo hijo de Eolo y Enárete. Tras ellos nacieron sus cinco hijas, cuyos nacimientos también aparecen atestiguados en el Catálogo de mujeres: «Y de nuevo Enárete, acostada con Eolo, alumbró unas doncellas de hermosos cabellos, que poseían una figura encantadora; a Pisídice y a Alcíone, de belleza similar a las Gracias, y a Cálice y a Cánace, y a Perimede de hermosa figura». En un escolio nos encontramos que «una sola vaca fue madre de Creteo y del audaz Salmoneo, en lugar de único linaje tenemos». En efecto el escoliasta compara a Enárete con una novilla o vaca joven, como sinónimo de mujer joven y fértil en descendencia. Enárete también pudo haber sido la madre de Arne, si es que el Eolo que se considera su esposo es también el mismo personaje que engendró a Arne.
En otros textos posteriores el nombre de la esposa de Eolo cambia, como es común en los textos genealógicos, pero se trata del mismo personaje. Unos dicen que como Egialea fue la madre de Alcíone. Otros la refieren como Ífide o Ifis, hija del dios fluvial Peneo, y en esta guisa fue al menos madre de Salmoneo. Finalmente otros más alegan que como Laódice fue una hija de Aloeo, y citada al menos como madre de Creteo y Salmoneo.